# زلط

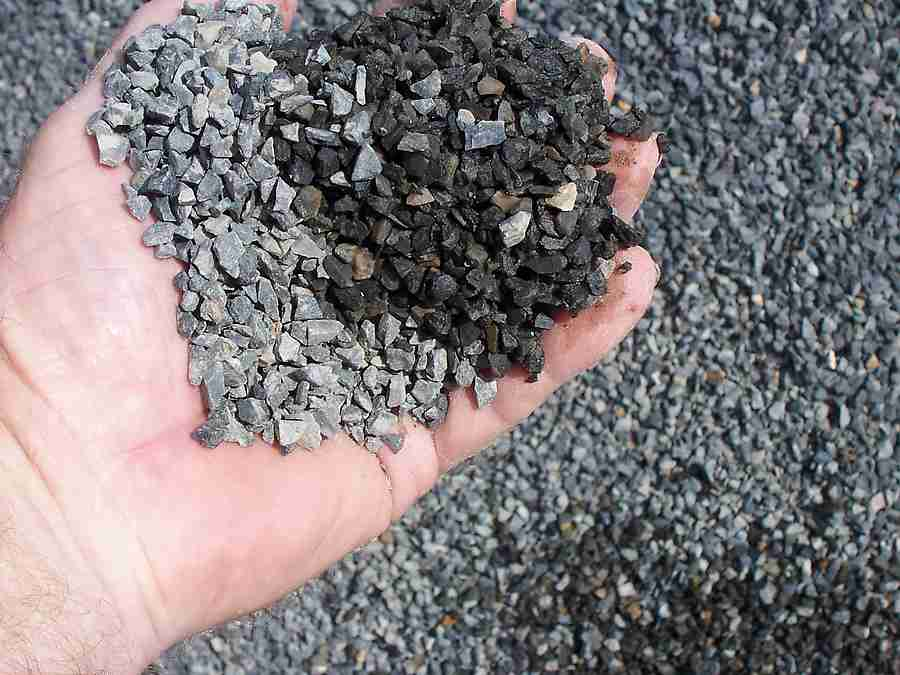
زلط مقاس 10 مليمتر

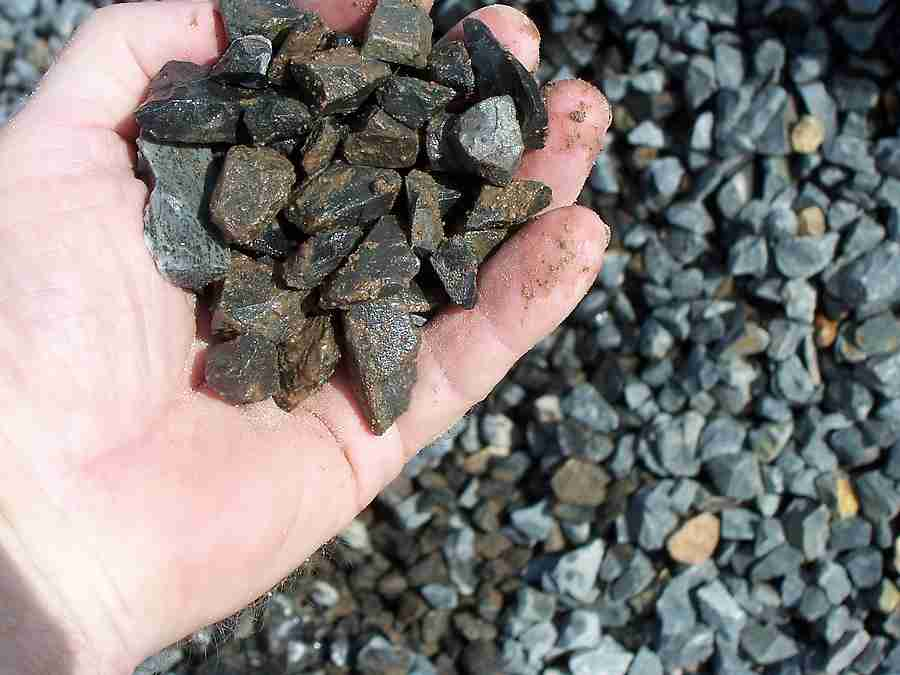
زلط مقاس 20 مليمتر

الزَّلَط أو الركام: حبيبات من الحصى، مختلفة الأحجام، ناعمة الملمس، تُخلط مع الخَرَسانة (الباطون؛ وهو من: الأسمَنت، والماء، والرمل).

## الاسم
كلمة دخيلة (غير عربية الأصل)، واحدها (مفردها): "زَلَطة". في مصر اسمه: «زَلَط»،
وفي غزة تُعد «الحصمة» من مواد البناء الأساسية.
وقال الزَّبِيديُّ في مُعجَمِه "تاج العروس": "الزَّلَط: الحَصَى الصِّغَارُ، مثلُ حَصَى الجَمَرَاتِ، ويُشَبَّه بها الفُولُ إِذَا لم يُدَشّ [أي: إذا لم يُجرَش]، وهي عامِّيّة، والمَزْلَطَةُ: مَوضِع الحصى الصغار [مكان الزَّلَط].

## الأهمية
ان لنوعية وخواص الركام تأثيرا كبيرا على خواص الخرسانة ونوعيتها لكونه يشغل حوالي (70-75%) من الحجم الكلي للكتلة الخرسانية.
ويتكون الركام بصورة عامة من حبيبات صخرية متدرجة في الحجم منها حبيبات صغيرة كالرمل والأخرى حبيبات كبيرة كالحصى أو الزلط وإضافة إلى كون الركام يشكل الجزء الأكبر من هيكل الخرسانة والذي يعطي للكتلة الخرسانية استقرارها ومقاومتها للقوى الخارجية والعوامل الجوية المختلفة كالحرارة والرطوبة والانجماد فإنه يقلل التغيرات الحجمية الناتجة عن تجمد وتصلب عجينة الاسمنت أو عن تعرض الخرسانة للرطوبة والجفاف.
ولذا فإن الركام يعطي للخرسانة متانة أفضل مما لو استعملت عجينة الاسمنت وحدها.
مما ورد سابقا يتضح أن خواص الركام تؤثر بدرجة كبيرة على متانة وسلوك هيكل الخرسانة.
وعند اختيار الركام لغرض الاستعمال في خرسانة معينة يجب الانتباه بصورة عامة إلى ثلاثة متطلبات هي:
اقتصادية الخليط، المقاومة الكامنة للكتلة المتصلبة، والمتانة المحتملة لهيكل الخرسانة.
و من الخواص المهمة الأخرى لركام الخرسانة هي تدرج حبيباته، ولغرض الحصول على هيكل خرساني كثيف يجب أن يكون تدرج ركام الخرسانة مناسبا وذلك بتحديد نسبة الركام الناعم والركام الخشن في الخليط.
بالإضافة إلى ذلك يكون تدرج حبيبات الركام عاملا مهما في السيطرة على قابلية تشغيل الخرسانة الطرية.
فعند تحديد كمية الركام الموجود في وحدة الحجم للخرسانة تكون قابلية تشغيل الخليط أكثر عندما يكون تدرج الركام مناسبا وبذلك تكون الحاجة لكمية الماء اللازمة للخليط أقل وهذا بدوره يؤدي إلى زيادة مقاومة الخرسانة الناتجة. كما ويؤثر الركام على الكلفة الكلية للخرسانة.
وبصورة عامة فإنه كلما كانت كمية الركام الموجود في حجم معين من الخرسانة أكثر كلما كانت الخرسانة الناتجة اقتصادية أكثر وذلك لكون الركام أرخص من الأسمنت.
ولغرض الحصول على خرسانة متينة يجب أن يتميز ركامها بعدم تأثره بفعل العوامل الجوية المختلفة كالحرارة والبرودة والانجماد والتي تؤدي إلى تفكك الركام كما ويجب أن لا يحصل تفاعل ضار بين معادن الركام ومركبات الأسمنت، إضافة إلى ضرورة خلو الركام من الطين ومن المواد غير النقية والتي تؤثر على المقاومة والثبات لعجينة الأسمنت. ويجب أن يكون الركام نظيفا قويا مقاوما للسحق والصدم ومناسبا منحيث الامتصاص ذا شكل وملمس مناسبين وغير قابل للانحلال، ومقاوما للتآكل والبري.

## الاشتراطات
- يجب أن تكون حبيبات الركام شبه كروية وغير مفلطحة وتفضل الأنواع عديدة الأوجه.
- يجب ألا تزيد نسبة الامتصاص عن 5%.
- يجب ألا يقل الوزن النوعي الظاهري عن 2.35د - يجب ألا تزيد نسبة الفاقد في وزن الركام عند إجراء اختبار الثبات عن 10-12% من الوزن.
- يجب أن يكون الركام المستخدم في الخلطات الخرسانية متدرجا ضمن حدود منحنيات التدرج الشامل.
- يجب أن يخضع الركام للغسيل قبل استخدامه وذلك لضمان خلوه من المواد العضوية والأملاح الضارة.
- يجب ان يكون صلب وغير قابل للكسر بسهولة.